# Kammerwoog-Krechelsfels
Koordinaten: 49° 42′ 7″ N, 7° 18′ 15″ O
Das Naturschutzgebiet Kammerwoog-Krechelsfels liegt im Landkreis Birkenfeld in Rheinland-Pfalz.

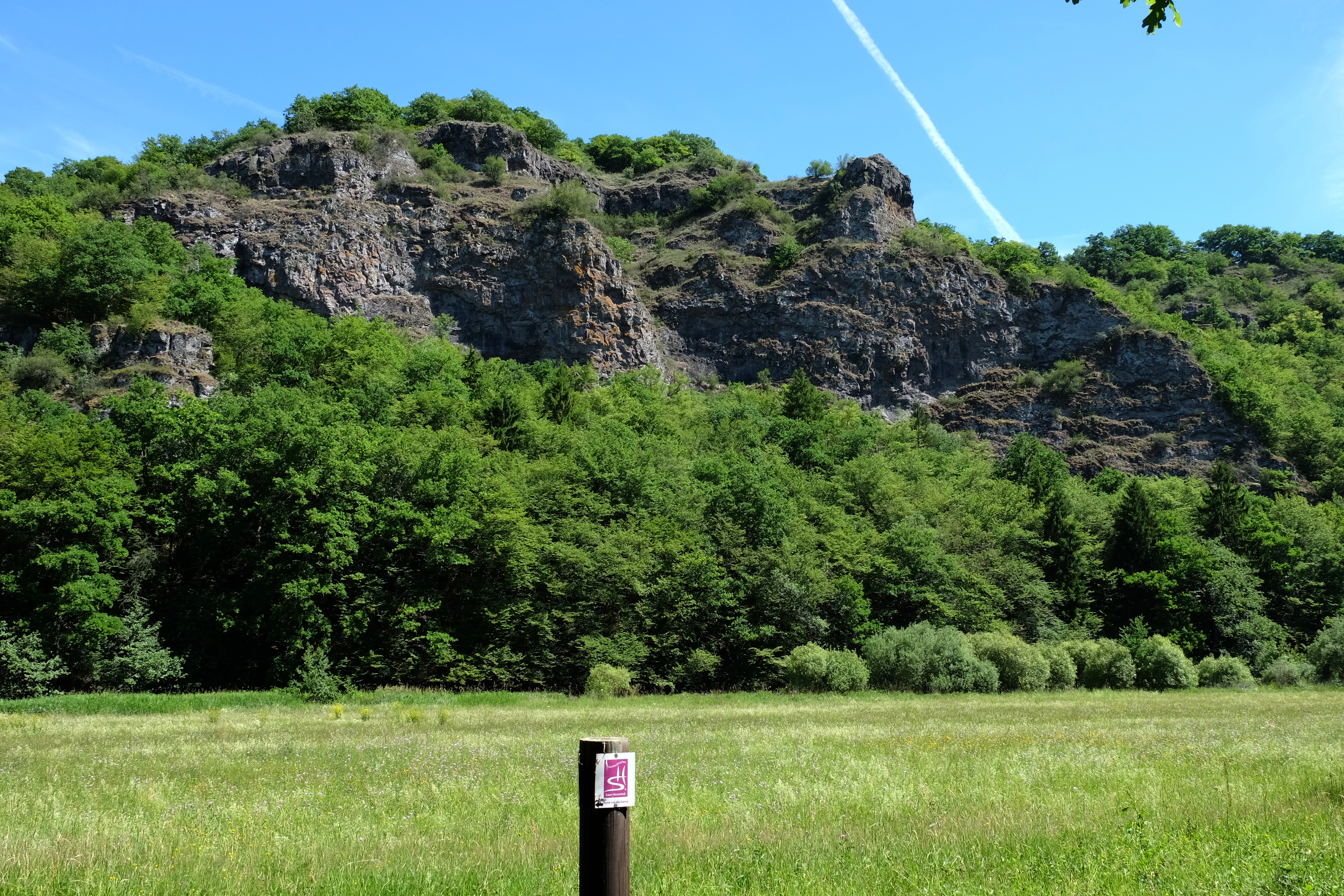
Krechelsfels
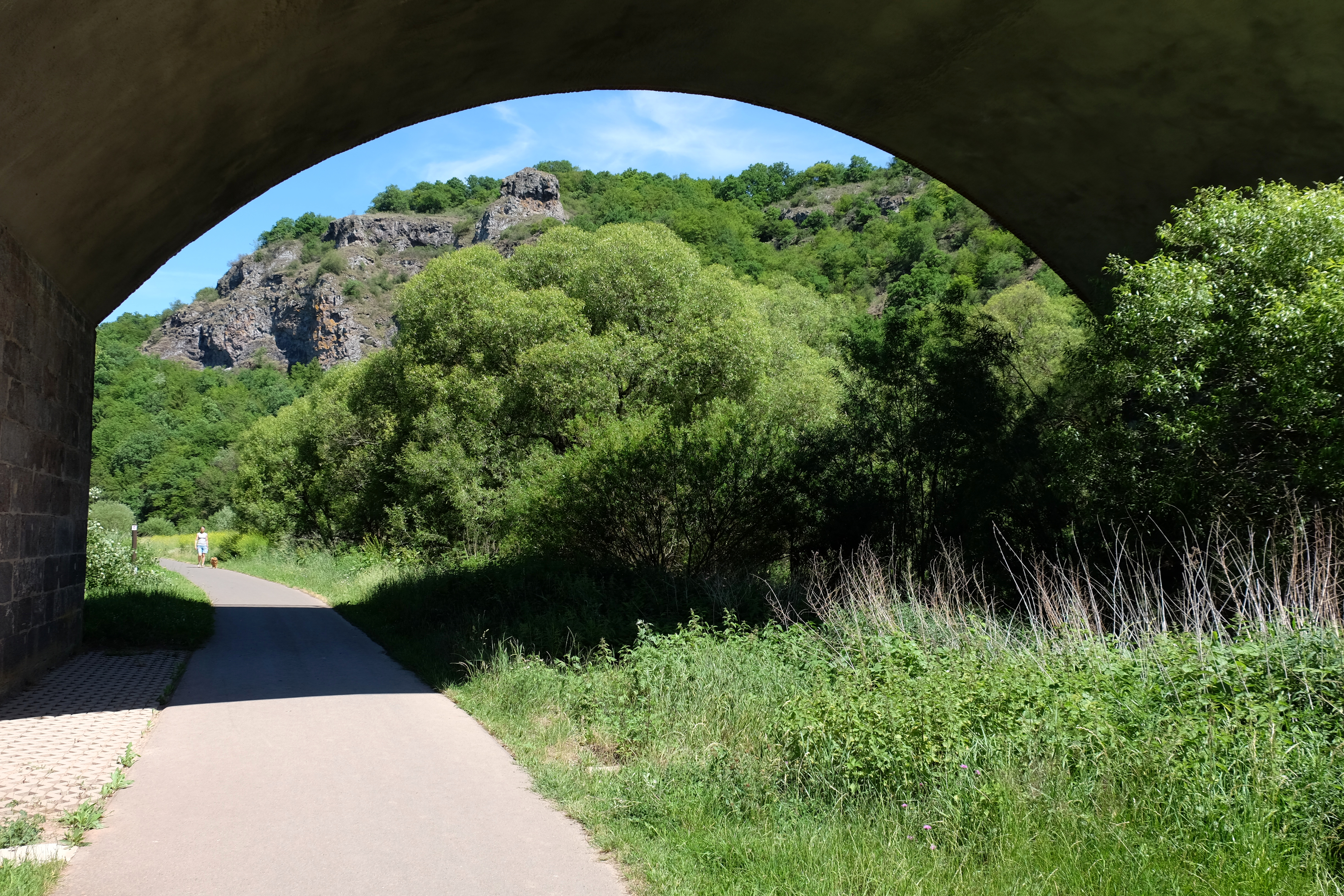
Krechelsfels, Bahnviadukt

Das etwa 49 ha große Gebiet, das im Jahr 1998 unter Naturschutz gestellt wurde, erstreckt sich in zwei Teilgebieten entlang der Nahe zwischen der Stadt Idar-Oberstein im Norden und dem Stadtteil Enzweiler im Süden. Zwischen den beiden Teilgebieten verläuft die B 41. Beim südlichen Bereich verlaufen die B 41 und die Landesstraße L 176 am westlichen Rand.
Schutzzweck des Gebietes ist die Entwicklung und Erhaltung
- der geologisch-morphologischen Eigenart
- als Standort seltener in ihrem Bestand bedrohter wildwachsender Pflanzen und Pflanzengesellschaften
- als Lebensraum bestandsbedrohter Tierarten.